# Columnea oblongifolia
Columnea oblongifolia là một loài thực vật có hoa trong họ Tai voi. Loài này được Rusby mô tả khoa học đầu tiên năm 1896.